# Follas novas

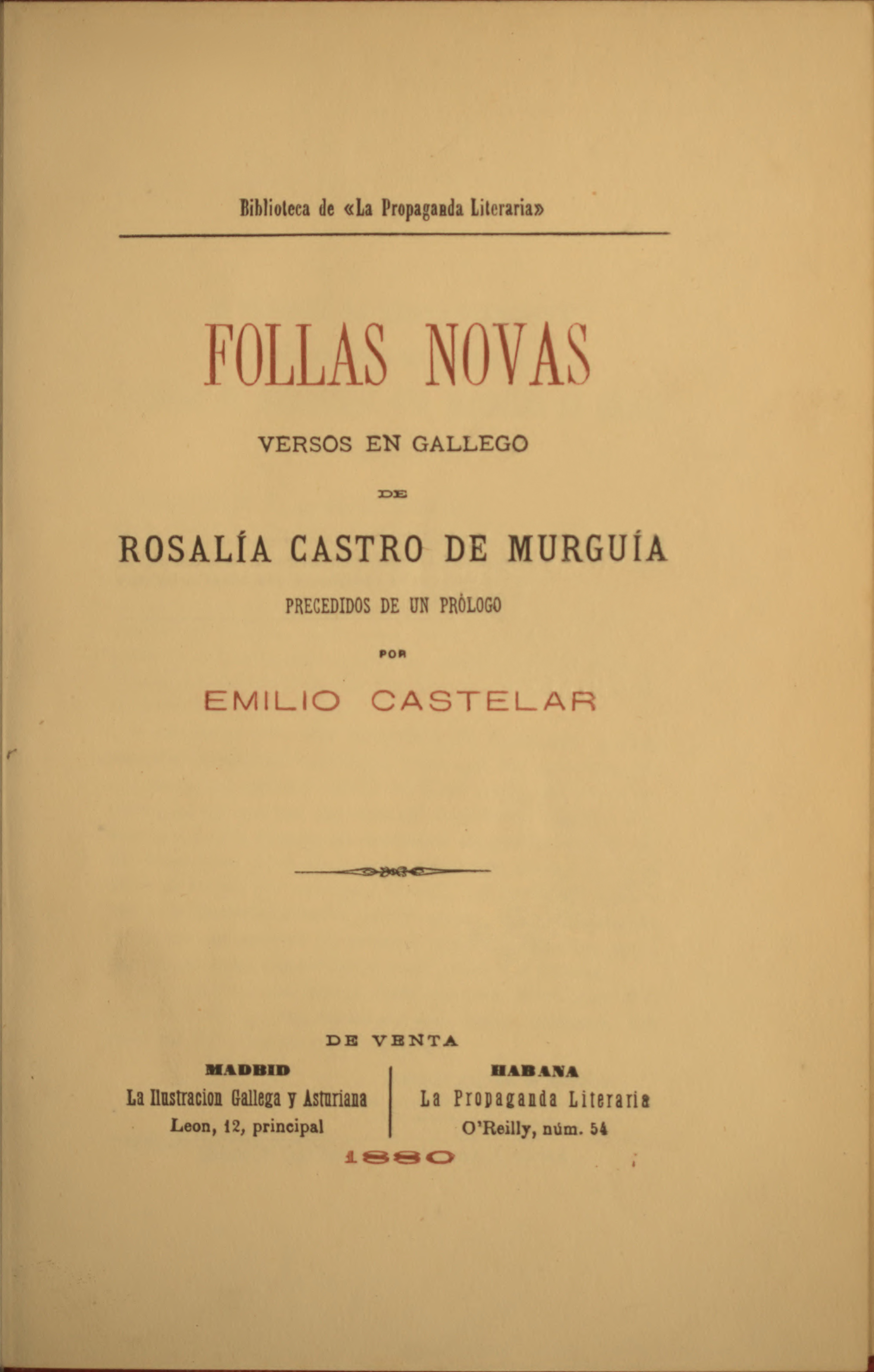
Follas novas.

Follas novas (en español, «Hojas nuevas») es un poemario publicado en 1880 por Rosalía de Castro (1837-1885). Fue escrito en la localidad vallisoletana de Simancas, donde en aquel momento residía con su marido, nombrado Director del Archivo General del Reino de España, sito en dicha localidad.
Rosalía concibió en un principio este poemario como una continuación de Cantares gallegos: El 40% de los poemas de Follas novas tienen afinidad con el texto publicado en 1863, mientras que el resto de las composiciones presentan un espíritu poético diferente, motivado por la emigración, las desgracias familiares y las dolencias físicas y morales. Estamos, por tanto, ante una poética que ahonda en los sentimientos, en la saudade y que tiene frecuentemente, por horizonte, la frontera del propio ser:

En todo estás e ti es todo

pra min e en min mesma moras,

nin me abandonarás nunca,

sombra que sempre me asombras.

## Estructura
Es una compilación de poemas ordenados sin un criterio claro. El libro se presenta estructurado en cinco secciones:
- Vaguedás.

- Do íntimo.

- Varia.

- Da terra.

- As viúvas dos vivos e as viúvas dos mortos.

La obra tiene una organización formal poco elaborada al compararla con Cantares gallegos, si bien su amplitud temática y la diversidad de sus textos le confiere mayor universalidad. La colección de poemas resulta sumamente irregular desde una perspectiva estructural porque:
- En Vaguedás y Do íntimo, y en parte de Varia hallamos textos intimistas de índole subjetiva mientras que, en el resto, los poemas, sin perder autenticidad, sin olvidar una actitud personal, vivencial y reflexiva denuncian la injusticia social y analiza sus causas.
- Varia, que participa de dos grupos, está compuesta por poesía subjetiva y objetiva o colectiva.
- La extensión de cada parte del libro es diferente: Da terra consiste sólo en nueve poemas, mientras que Varia llega a más de cuarenta.

## Poesía subjetiva

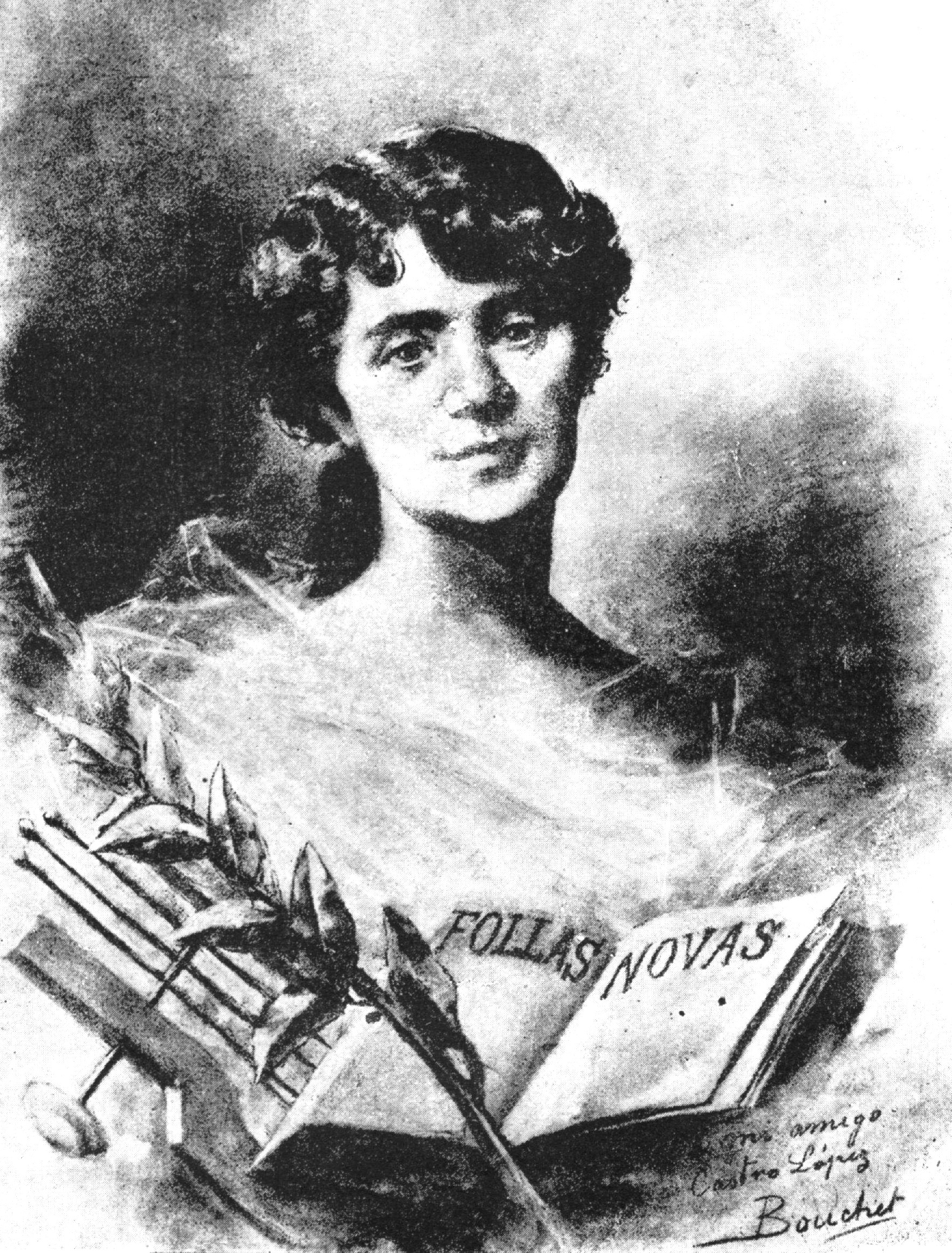
Imagen alegórica de Rosalía, con un ejemplar de Follas novas.

Los textos subjetivos de Follas novas podrían pertenecer a la escuelas germánica (composiciones breves, de estilo sincero, espontáneas, impresionistas, intimistas y sugerente), de la cual es representante Bécquer. Pero la lírica de Rosalía es diferente de la becqueriana, ya que Rosalía se aleja del sentimentalismo para facilitarnos, mediante la introspección, su vida radical, angustiada y pesimista; la búsqueda del sentido de la existencia.
Vaguedás, viene a ser una "Arte poética" relativa a la relación entre poesía y vida: 
Follas novas", risa dáme

ese nome que levás,

[...]

Non "follas novas"; ramallo

de toxos e silvas sós:

irta, como as miñas penas;

feras como a miña dor.

Sen ulido nin frescura,

bravas magoás e ferís...
En Do íntimo y los poemas subjetivos de Varia predomina la saudade y la alienación:
...xa non sentín máis tormentos

nin soupen qué era delor;

soupen só que non sei qué me faltaba

en donde o cravo faltou,

e seica, seica tiven soidades

daquela pena... ¡Bon Dios!

## Poesía objetiva
Nace con el precedente de Cantares gallegos, pero el hecho de que sean poemas y no glosas, junto con la presencia de una Rosalía más madura, provoca un yo poético mucho más reflexivo que profundiza en la injusticia social procurando penetrar en el corazón de sus semejantes de una manera vivencial.
Estamos ante poesía comprometida, cívica; pero nunca panfletaria. La denuncia como el sentimiento, es pura sensibilidad. El mundo que rodea a Rosalía es una extensión de su propio cuerpo.

### Da terra
Algunos poemas de Da terra, como "Miña casiña, meu lar", "Tanto e tanto nos odiamos", "A probiña que está xorda", "Xan" o "Soberba", son una prolongación de Cantares. Composiciones que, sin ser glosas, contienen costumbres populares.
Los demás textos de esta sección, aunque pudiendo ser narrativos ("O encanto da pedra chan") y a pesar de tener paisaje y cultura en su núcleo, están marcados con evidente lirismo subjetivo.

### Varia
Encontramos diferentes tipos de composiciones:
- En primer lugar, las que están en la línea de Cantares. Algunas, como "Vamos bebendo", alcanzan tan perfecta caracterización de tipos que, a pesar de presentarnos aparentemente simples escenas populares, provocan que el lector se sienta afectado por las penurias de unos seres tridimensionales.
- Luego, las composiciones subjetivas parecen partir de un deseo de lirismo puro y de una introversión a veces agonizante.
- Por último, los poemas de denuncia, de abandono social, que Rosalía declara preferir:

...aquelas outras que [...] espresan as tribulaciós dos que, uns tras outros, e de distintos modos, vin durante largo tempo sofrir ó meu arredore. E ¡sófrese tanto nesta querida terra galega! Libros enteiros poideran escribirse falando do eterno infortunio que afrixe ós nosos aldeáns e mariñeiros, soia e verdadeira xente de traballo no noso país.
Era una osadía decir esto en 1880. Más aún si pensamos que el contenido de este prólogo perfila el problema social de Galicia que Rosalía consideraba más grave: la emigración.

### As viúdas dos vivos e as viúdas dos mortos
Es una plasmación panorámica de la emigración gallega desde la perspectiva de la mujer:
Cando nas súas confianzas estas pobres mártires se astreven a decirnos os seus secretos, a chorar os seus amores, sempre vivos; a doerse das súas penas, descóbrese nelas tal delicadeza de sentimentos, tan grandes tesouros de tenrura (que a inteireza do seu carácter n'é bastante a mermar), unha abnegación tan grande, que sin querer sentímonos inferiores a aquelas oscuras e valerosas heroínas que viven e morren levando a cabo feitos maravillosos por sempre iñorados, pero cheos de milagres de amor e de abismos de perdón. Historias dinas de ser contadas por millores poetas do que eu son, e cuias santas armonías deberán ser expresadas cunha soia nota e nunha soia corda: na corda do subrime e na nota do delor. Anque sin forzas pra tanto, tentéi algo deso, sobre todo no libro "As viudas dos vivos e as viudas dos mortos"; mais eu mesma conoso que non acertéi a decir as cousas que era menester.
Rosalía sufrió los mismos dolores que sufrieron sus mujeres gallegas. Rosalía habló por todas. Una mujer introvertida, que se ve atravesada por una larga y negra sombra de saudade, tiene valor para apartar de su vista su íntimo horror y mirar hacia el pavor vital, hacia la escasísima calidad de vida que tienen los demás en ese país olvidado de la mano de los hombres que era Galicia.

## Métrica

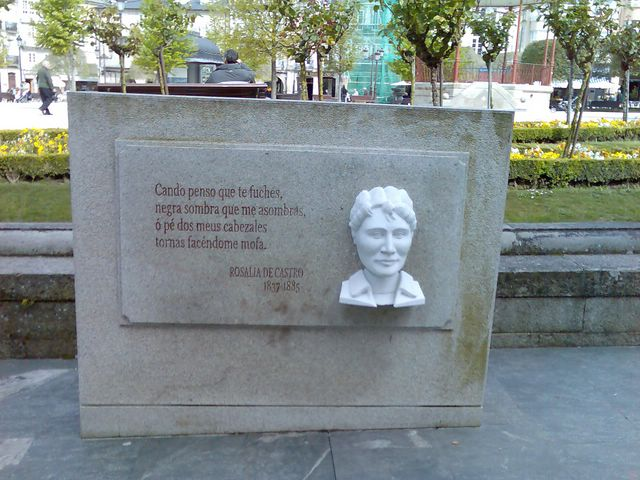
Versos de Follas novas en un monumento en Lugo.

En Follas novas conflúen tres tendencias métricas:
- La romántica (caracterizada por la polimetría y las combinaciones múltiples).
- La popular
- La de experimentación personal: Follas novas se distingue por la innovación métrica, por unas combinaciones métricas inusitadas ("Unha vez tiven un cravo", "Cada noite eu chorando pensaba"...), formas estróficas flexibles, asonancia irregular, agrupaciones libres de versos y combinaciones varias: de octosílabos y endecasílabos, de octosílabos y alexandrinos, de decasílabos con dodecasílabos, etc.

En Follas novas vemos:
- La predilección de Rosalía por la asonancia.
- El romance (casi la mitad de las poesías utilizan el romance: "Foi a Pascoa enxoita").
- La silva arromanzada .
- La seguidilla ("Vamos bebendo").
- El ritmo de muiñeira ("A xustiza pola man").
- La combinación de endecasílabo  y heptasílabos, que también permite formar una silva arromanzada. Aparece en más de la cuarta parte de los poemas ("Ca pena ó lombo", "Terra a nosa"...).

## Significación
A pesar de ser Follas novas una obra de inaudito valor literario y humano, lo verdaderamente insólito es que Rosalía compusiese sus sentimientos y reflexiones sociales en una lengua tenida por dialectal, por flagrante ejemplo de la incultura de un pueblo. Si Rosalía había consagrado en Cantares gallegos el gallego para la lírica popular, elabora en este poemario una poesía universal, sin fronteras, pero gallega, y en la lengua de un país recóndito. Sigamos a Carballo Calero, en su "Historia da literatura galega contemporánea" (pág. 145), cuando dice:
[Con Rosalía] la viabilidad de la poesía gallega quedaba experimentalmente demostrada [...] es Rosalía la figura más representativa de nuestra literatura.

## Negra sombra
Uno de los poemas más famosos del libro es Negra sombra, donde muestra nuevamente su pesimismo y su temor a la muerte, con un lirismo de una extraordinaria sensibilidad. Este poema fue musicalizado por Juan Montes, que creó una melodía de estilo alalá que intensificaba notablemente el sentimiento expresado en el poema, creando uno de los más bellos cantos de la música popular gallega. La canción fue presentada por primera vez en el Gran Teatro de La Habana en 1892, y desde entonces se ha convertido en una obra emblemática del folklore gallego. Una versión realizada en 1996 por Carlos Núñez, con la voz de Luz Casal, fue incluida en la banda sonora de la película Mar adentro (2005), de Alejandro Amenábar.

## Regalo de Yolanda Díaz al papa
En su visita al Vaticano en diciembre de 2021, la vicepresidenta del gobierno de España, Yolanda Díaz, regaló al Papa Francisco una edición de esta obra.